# Prawoślaz
Prawoślaz (Althaea L.) – rodzaj roślin wieloletnich z rodziny ślazowatych. Należy tu 9–12 gatunków występujących naturalnie w Europie oraz południowo-zachodniej i centralnej Azji. W Polsce rośnie prawoślaz lekarski A. officinalis. Podany został też gatunek A. hirsuta jako efemerofit, ale brak na to dowodów, a poza tym gatunek klasyfikowany jest współcześnie jako Malva cretica subsp. cretica. Dawniej do rodzaju Althaea zaliczano kilka gatunków obecnie wyłączanych w odrębny rodzaj malwa Alcea. Gatunki prawoślazów tworzą zresztą mieszańce z Alcea (×Alcathaea Hinsley), podobnie jak z rodzajem Malva (×Malvalthaea Iljin). Zasiedlają tereny otwarte i podmokłe. Ze śluzów zawartych w korzeniu prawoślazu lekarskiego wytwarzano pierwotnie pianki marshmallow. 

## Morfologia
PokrójRośliny jednoroczne, dwuletnie lub byliny o pędach prosto wzniesionych, pokrytych włoskami gwiazdkowatymi lub prostymi.
LiścieO blaszkach nerkowatych, deltowato-jajowatych, jajowatych, mniej lub głębiej klapowanych. Przylistki obecne, trwałe lub szybko odpadające, od szydłowatych, równowąskich, do lancetowatych. Czasem dwu- lub trójdzielne.
KwiatyPojedyncze lub zebrane po kilka w kątach liści w szczytowej części pędu. U podstawy kwiatów znajduje się kieliszek z 6–9 działkami, zrosłymi u nasady. Pięć działek kielicha jest zrośniętych u nasady. Płatki otwartej lub szerokodzwonkowatej korony są barwy białej, różowej, czerwonej do niebieskawej. Pręciki są liczne, zrośnięte w kolumnę otaczającą słupki. Ich pylniki są purpurowe lub brązowe.
OwoceJednonasienne rozłupki w liczbie 10 do 20 tworzące dysk wokół trwałych słupków. Owoce otulone są trwałymi działkami kielicha.

## Systematyka
Pozycja systematyczna według APweb (aktualizowany system APG IV z 2016)
Należy do plemienia Malveae, podrodziny Malvoideae, rodziny ślazowatych Malvaceae, rzędu ślazowców, kladu różowych (rosids) w obrębie okrytonasiennych (Magnoliophyta ).
Pozycja w systemie Reveala (1993-1999)
Gromada okrytonasienne (Magnoliophyta Cronquist), podgromada Magnoliophytina Frohne & U. Jensen ex Reveal, klasa Rosopsida Batsch, podklasa ukęślowe (Dilleniidae Takht. ex Reveal & Tahkt.), nadrząd  Malvanae Takht., rząd ślazowce (Malvales Dumort.), podrząd Malvineae Rchb., rodzina ślazowate (Malvaceae Juss.), rodzaj prawoślaz (Althaea L.).
Wykaz gatunków
- Althaea armeniaca Ten. – prawoślaz armeński
- Althaea bertramii Post & Beauverd
- Althaea cannabina L. – prawoślaz konopiowaty
- Althaea hiri Parsa
- Althaea officinalis L. – prawoślaz lekarski
- Althaea oppenheimii Ulbr.
- Althaea × pavisii Guétrot
- Althaea taurinensis DC.
- Althaea villosa Blatt.
- Althaea vranjensis Diklic & V.Nikolic